# Pictou
Pictou is een plaats (town) in de Canadese provincie Nova Scotia en telt 3875 inwoners (2001). De oppervlakte bedraagt 7,94 km².